# Potomac
Potomac (anglicky Potomac River) je řeka na severovýchodě USA, ve státech Západní Virginie, Virginie, Maryland a v distriktu hlavního města Washington. Je dlouhá 590 km (od pramene Jižního Potomacu). Včetně estuáru dosahuje délky 780 km. Povodí řeky zaujímá plochu 37 500 km² a žije v něm kolem 5 milionů obyvatel. Rozlohou povodí je řeka čtvrtá v pořadí na východním pobřeží Spojených států.
Největšími městy ležícími na Potomacu jsou Cumberland, Brunswick a především Washington. Po řece je pojmenován asteroid 1345 Potomac objevený v roce 1908 J. H. Metcalfem.

## Průběh toku
Vzniká (s názvem Upper Potomac River) ve státě Maryland v nadmořské výšce 170 m soutokem Severního a Jižního Potomacu, které pramení v Appalačském pohoří v nadmořských výškách kolem 950 m. Teče nejdříve severovýchodním a v dolním toku jihovýchodním směrem. Tvoří přirozenou hranici která odděluje stát Maryland od Západní Virginie a Virginie. V hlavním městě Spojených států potom řeka mění jméno na Lower Potomac River a dále za městem ústí do zátoky Chesapeake v Atlantském oceánu, přičemž vytváří dlouhý estuár.

### Přítoky
Největším přítokem je Shenandoah.

## Vodní stav
Zdrojem vody jsou převážně sněhové a dešťové srážky. Průměrný průtok vody na dolním toku činí 315 m³/s. Nejvyšších vodních stavů dosahuje v zimě a na jaře. K povodním dochází v ostatních ročních obdobích.

## Využití
Vodní doprava pro středně velké námořní lodě je možná jen do Washingtonu. Výše do Cumberlandu vedl rovnoběžně s řekou 297 km dlouhý Chesapeacko-ohijský plavební kanál (anglicky C&O Canal), který v letech 1831–1924 umožňoval plavbu kolem peřejí a říčních prahů.